# Phân loại Strunz
Phân loại Strunz là sự sắp xếp các khoáng vật thành các nhóm dựa trên thành phần hóa học của chúng do nhà khoáng vật học người Đức Karl Hugo Strunz (1910-2006) đề xuất trong tác phẩm năm 1941 của ông là Mineralogische Tabellen.
Là người phụ trách Bảo tàng khoáng vật của Đại học Friedrich-Wilhelms (nay được gọi là Đại học Humboldt Berlin), Strunz đã được giao nhiệm vụ phân loại bộ sưu tập mẫu địa chất của bảo tàng các tính chất hóa học học-tinh thể. Bảng phân loại của ông được xuất bản năm 1941 đã được hiệu đính nhiều lần và lần gần đây nhất là lần tái bản thứ 9 năm 2001.
Bảng phân loại hiện tại chia khoáng vật thành 9 nhóm, trong các nhóm này lại được chia thành các nhóm nhỏ theo thành phần hóa học và cấu trúc tinh thể.
1. Các khoáng vật nguyên tố
2. Sulfide và muối sulfide
3. Halide
4. Oxide và hydroxide
5. Cacbonat, Nitrat và borat
6. Sulfat, cromat, molybdat  và tungstat
7. Phosphat, asenat  và vanadat
8. Silicat
9. Hợp chất hữu cơ